# Incidente di Antiochia
L'incidente di Antiochia ebbe luogo nella prima metà del I secolo d.C. fra gli apostoli Pietro e Paolo. La fonte storica principale è Galati 2:11-14.
Da Ferdinand Christian Baur in poi, i biblisti ravvisarono un conflitto fra i due leader del Cristianesimo primitivo. Ad esempio, il teologo James Dunn propose che Pietro fosse un "uomo di ponte" tra le opinioni opposte di Paolo e Giacomo. L'esito dell'incidente rimase non ben definito e si tradusse in diverse prospettive cristiane sull'Antica Alleanza.

## I cristiani gentili e la Torah

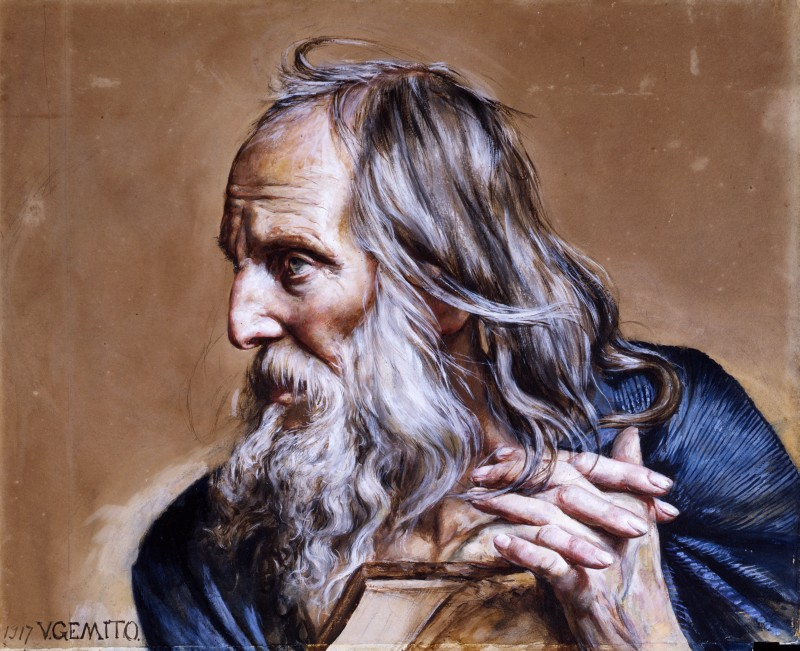
Raffigurazione artistica di Paolo apostolo (Vincenzo Gemito, 1917).

Paolo fu responsabile di portare il cristianesimo a Efeso, Corinto, Filippi e Tessalonica. Secondo Larry Hurtado, "Paolo vedeva la risurrezione di Gesù come l'inizio del tempo escatologico predetto dai profeti biblici in cui le nazioni pagane 'gentili' si sarebbero allontanate dai loro idoli e avrebbero abbracciato l'unico vero Dio d'Israele (es. Zaccaria 8:20-23), e Paolo si considerava chiamato in modo speciale da Dio a dichiarare l'accettazione escatologica divina dei Gentili e invitarli a rivolgersi a questi".
Secondo Krister Stendahl, la preoccupazione principale degli scritti di Paolo sul ruolo di Gesù e la salvezza mediante la fede non è la coscienza individuale dei peccatori umani e i loro dubbi sull'essere scelti o meno da Dio, bensì è il problema dell'inclusione degli osservanti gentili (Greci) della Torah nell’alleanza di Dio. Quando i gentili iniziarono a convertirsi dal paganesimo al cristianesimo primitivo, sorse una disputa tra i leader cristiani ebrei sul fatto che i cristiani gentili dovessero o meno osservare tutti i principi della Legge di Mosè.
L'inclusione dei Gentili nel cristianesimo primitivo poneva un problema per l'identità ebraica di alcuni dei primi cristiani. Ai nuovi convertiti Gentili non era richiesto né di essere circoncisi né di osservare la Legge mosaica. L'osservanza dei comandamenti ebraici, inclusa la circoncisione, era considerata un segno dell'appartenenza al patto abramitico e la fazione più tradizionalista dei cristiani ebrei (cioè i farisei convertiti) insisteva sul fatto che anche i convertiti gentili dovessero essere circoncisi. Al contrario, il rito della circoncisione era considerato esecrabile e ripugnante durante il periodo di ellenizzazione del Mediterraneo orientale, ed era particolarmente avversato nella civiltà classica sia dagli antichi greci che dai romani, che invece valutavano positivamente il prepuzio”.
Più o meno nello stesso periodo, l'argomento dei Gentili e della Torah fu anche dibattuto tra i rabbini tannaitici, come riportato nel Talmud. Ciò condusse alla dottrina della valenza universale delle Sette Leggi di Noè, che devono essere seguita dai Gentili, così come alla determinazione che "ai Gentili non può essere insegnata la Torah". Il rabbino Jacob Emden era dell'opinione che l'obbiettivo originale di Gesù, e specialmente quello di Paolo, fosse solo quello di convertire i gentili a seguire le Sette Leggi di Noè, mentre permetteva agli ebrei di mantenere la Legge mosaica per se stessi.
Paolo si oppose fermamente all'insistenza sull'osservanza di tutti i comandamenti ebraici, considerandola una grande minaccia alla sua dottrina della salvezza mediante la fede in Cristo. Secondo Paula Fredriksen, l'opposizione di Paolo alla circoncisione maschile per i gentili è in linea con le predizioni dell'Antico Testamento secondo cui "negli ultimi giorni le nazioni gentili sarebbero venute al Dio d'Israele, come gentili (es. Zaccaria 8: 20–23), non come proseliti in Israele". Per Paolo, quindi, la circoncisione maschile gentile era un affronto alle intenzioni di Dio. Secondo Hurtado, "Paolo si considerava quella che Munck chiamava una figura storica della salvezza a pieno titolo", che era "personalmente e singolarmente incaricato da Dio di realizzare la prevista adunanza (la "pienezza") delle nazioni (Romani 11:25)".

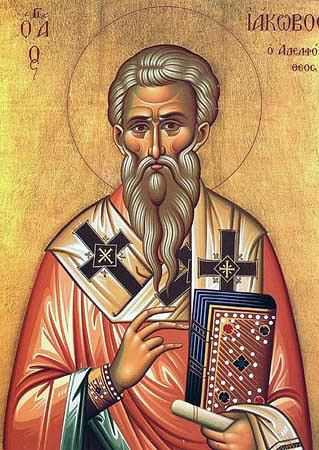
Icona di Giacomo il Giusto la cui decisione fu adottata come Decreto Apostolico secondo (nel 50 d.C., ca).

## Concilio di Gerusalemme
Paolo lasciò Antiochia e si recò a Gerusalemme per discutere la sua missione presso i Gentili con i Pilastri della Chiesa (Atti 15:1-19). Descrivendo l'esito di questo incontro, Paolo disse che «hanno riconosciuto che mi era stato affidato il Vangelo per gli incirconcisi». Gli Atti degli Apostoli descrivono la discussione come risolta dal discorso di Pietro e conclusa con la decisione di Giacomo di non richiedere la circoncisione ai Gentili convertiti.
Il Decreto Apostolico di Atti 15.7-11 e Atti 15:19-20  è tuttora osservato dalla Chiesa Ortodossa Orientale.
Mentre il Concilio di Gerusalemme è stato descritto come il risultato di un accordo per consentire ai convertiti gentili l'esenzione dalla maggior parte dei comandamenti ebraici, un altro gruppo di cristiani ebrei, a volte chiamati giudaizzanti, riteneva che i cristiani gentili dovessero rispettare pienamente la Legge di Mosè, e si oppose alla decisione del concilio.

## Incidente
Secondo il capitolo 2 dell'Epistola ai Galati, Pietro si era recato ad Antiochia ed era sorta una disputa tra lui e Paolo. L'epistola non precisa se ciò sia accaduto dopo il Concilio di Gerusalemme o prima di esso, ma la disputa è menzionata nella lettera di Paolo come argomento successivo alla descrizione di un incontro apostolico a Gerusalemme che alcuni studiosi considerano il concilio. Secondo altri, si svolse molto tempo prima del concilio, prima della visita di Paolo in Atti 11. Questa conclusione dà più senso all'apparente mutamento d’animo di Pietro:
(Galati 2.11-14)
Con sgomento di Paolo, il resto dei cristiani ebrei ad Antiochia si schierò con Pietro, incluso Barnaba, collaboratore di lunga data di Paolo.

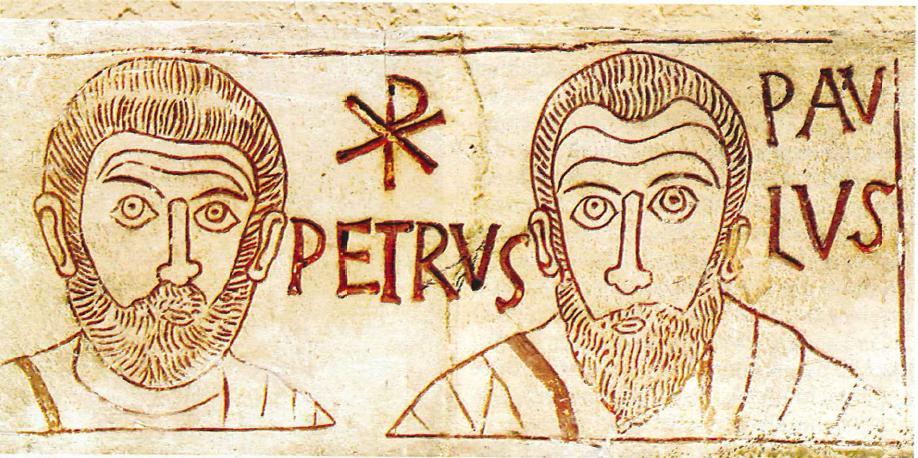
Pietro e Paolo in un’acquaforte del IV secolo, con i nomi incisi in latino e con il simbolo del Chi-Rho

Gli Atti degli Apostoli raccontano una ricaduta tra Paolo e Barnaba subito dopo il Concilio di Gerusalemme e motivano l'idoneità di Giovanni Marco ad unirsi alla missione di Paolo (Atti 15:36–40). Secondo la descrizione, questi fatti avvennero prima della morte del re Erode (Agrippa) nel 44 d.C., e quindi anni prima del Concilio di Gerusalemme (datato al 50 ca). Gli Atti tacciono completamente su qualsiasi confronto tra Pietro e Paolo, in quel momento o in qualsiasi altro.
Una minoranza di studiosi sostiene che il confronto non fu in realtà tra Paolo e l’apostolo Pietro, bensì tra Paolo e un altro dei 70 discepoli identificati dell'epoca con lo stesso nome di Pietro. Nel 1708, un gesuita francese, Jean Hardouin, scrisse una dissertazione in cui affermava che "Pietro" era in realtà "un altro Pietro", da qui l'enfasi sull'uso del nome Cefa (aramaico per Pietro). Nel 1990 Bart D. Ehrman scrisse un articolo sul Journal of Biblical Literature, sostenendo similmente che Pietro e Cefa dovrebbero essere intesi come persone diverse, citando lo scritto di Clemente di Alessandria e l'Epistola Apostolorum a sostegno della sua teoria. L'articolo di Ehrman ricevette una critica dettagliata da Dale Allison, che sostenne che Pietro e Cefa sono la stessa persona. Al giorno d'oggi, la maggior parte degli studiosi è d'accordo con Allison sulla questione e lo stesso Ehrman si è parzialmente ritirato dalla sua posizione, affermando di essere indeciso sulla questione.

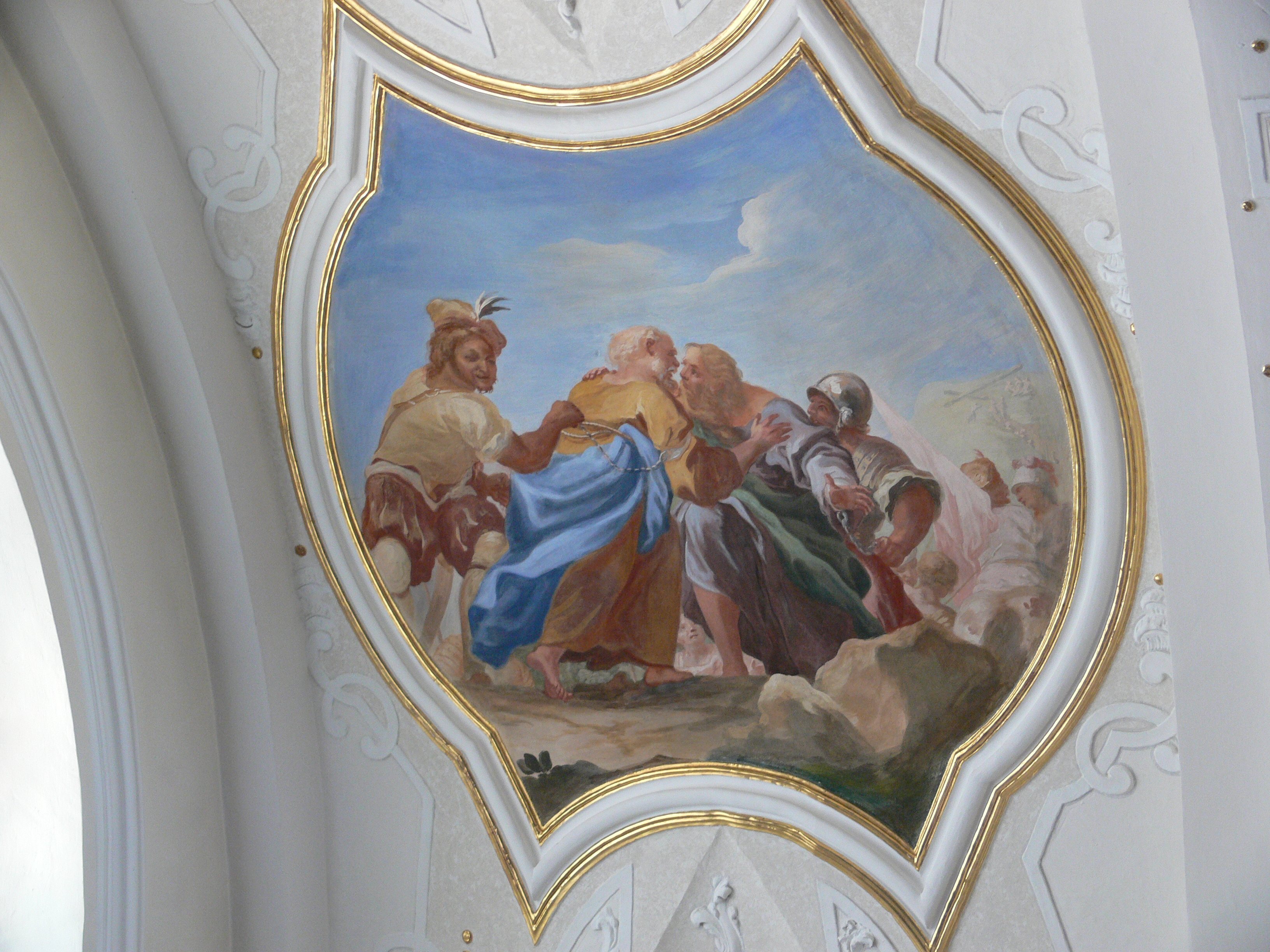
La separazione finale di Pietro e Paolo è stata un tema dell’arte cristiana, che si è focalizzata sulla tradizione della riconciliazione.

## Esito
L’esito finale dell'incidente di Antiochia rimane incerto; infatti la questione della legge biblica nel cristianesimo rimane controversa. La Catholic Encyclopedia afferma: "Il racconto di San Paolo della contesa non lascia dubbi sul fatto che San Pietro abbia visto la giustizia del rimprovero". Al contrario, ‘’From Jesus to Christianity’’ di L. Michael White afferma: " Lo scontro con Pietro fu un totale fallimento di spavalderia politica, e Paolo presto lasciò Antiochia come persona non grata, per non tornare mai più".
Secondo la tradizione ecclesiastica, Pietro e Paolo insegnarono insieme a Roma e in quella città fondarono il cristianesimo. Eusebio cita Dionigi di Corinto dicendo: «Insegnarono insieme in modo simile in Italia, e nello stesso tempo subirono il martirio». Questo può indicare la loro riconciliazione. In 3:16, le lettere di Paolo sono chiamate "scrittura", che indica il rispetto che lo scrittore aveva per l'autorità apostolica di Paolo. Tuttavia, la maggior parte degli studiosi moderni considera la Seconda Epistola di Pietro come scritta a nome di Pietro da un altro autore.